# Alois Hirschmugl

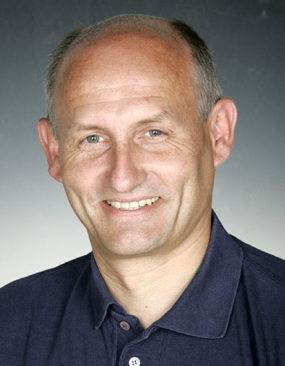
Alois Hirschmugl (2008)

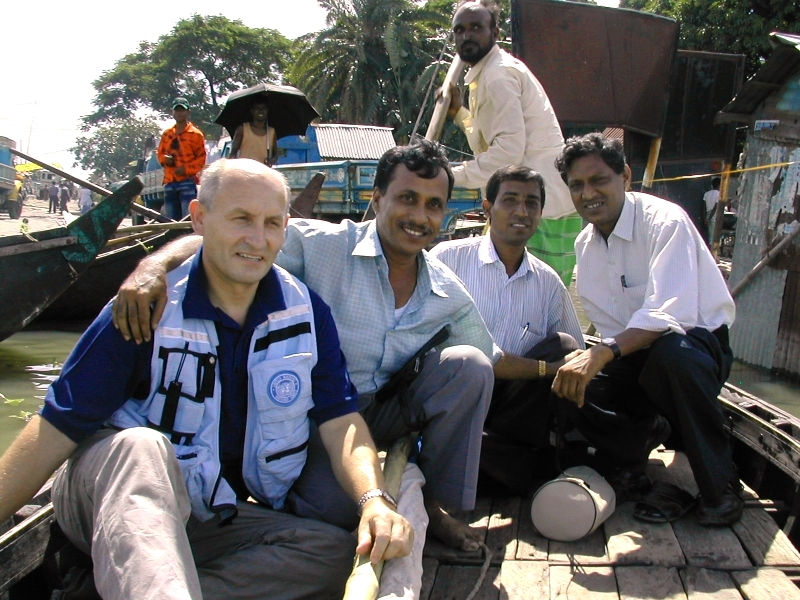
Alois Hirschmugl in Bangladesch

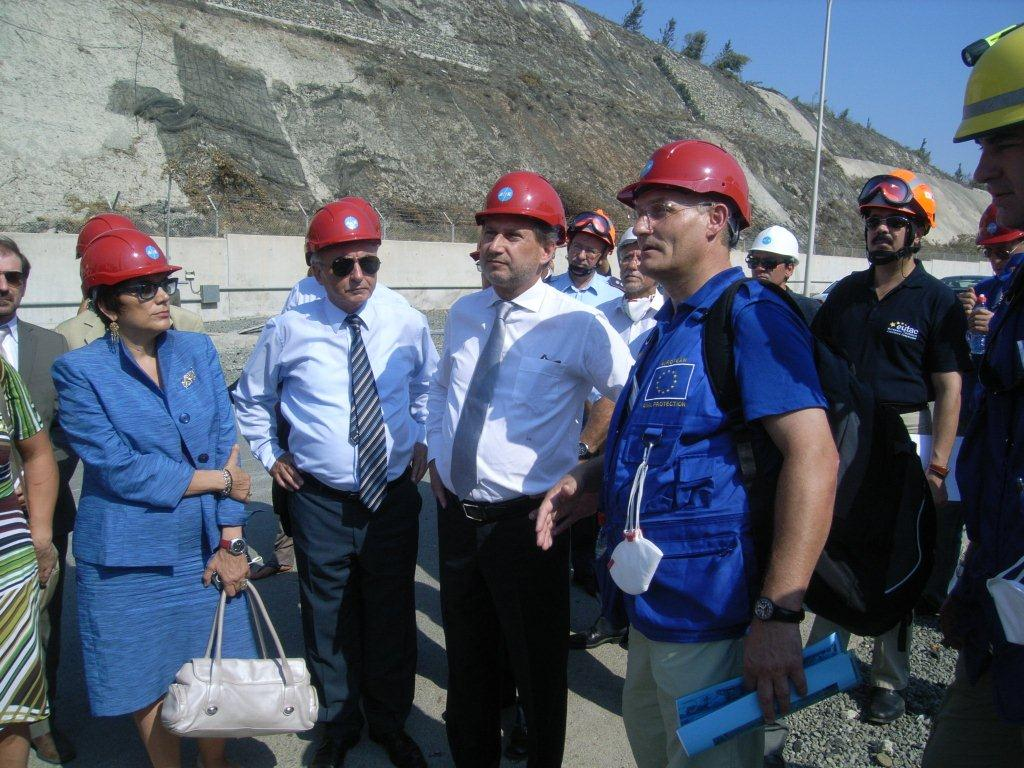
Teamleader Alois Hirschmugl in Zypern 2011

Alois A. Hirschmugl (* 1960) ist Berufsoffizier des Österreichischen Bundesheeres (Brigadier), Internationaler Katastrophenmanager, Unternehmensberater und Professor.

## Leben
Hirschmugl legte 1978 im Bischöflichen Gymnasium Graz sein Abitur ab. In dieser Zeit war er Mitglied der Jugendrotkreuzgruppe „Prof. Arnold Wittek“. Nach der militärischen Grundausbildung besuchte er bis 1982 die Theresianische Militärakademie in Wiener Neustadt, absolvierte 1986 einen Peace-Keeping-Einsatz auf Zypern und war u. a. Personalchef für Auslandseinsätze sowie Berater des Österreichischen Generalstabschefs General Edmund Entacher in humanitären Angelegenheiten.
Hirschmugl, der seit 1999 im internationalen Katastrophenmanagement der Vereinten Nationen (United Nations Disaster Assessment and Coordination / UNDAC) aktiv ist, begann 2006 auch im Gemeinschaftsverfahren der Europäischen Kommission (Union Civil Protection) mitzuarbeiten. Im Rahmen dieser Organisationen war er bei Einsätzen gegen Flutkatastrophen in Mosambik (2000) dabei, in Bangladesch (2004) und Pakistan (2010), bei Erdbeben in Algerien (2003), Iran (2004) und Indonesien (2006), Tsunami in Südostasien (2005), Explosionen eines Munitionsdepots in Albanien (2008) und auf einer Marinebasis auf Zypern mit Zerstörung des danebenliegenden Kraftwerks „Vasilikos Power Station“ (2011) sowie zur Notfallseelsorge in den okkupierten Gebieten Palästinas (2014).
Neben Tätigkeiten in der Militärseelsorge bekleidete Hirschmugl von 2003 bis 2005 das Präsidentenamt der „Offiziersgesellschaft Steiermark“ und wurde 2006 als externer Experte am Internationalen Strafgerichtshof registriert.
Zwischen 2007 und 2010 fungierte er als Stiftungsrat des „Global Humanitarian Forums“ in Genf unter Leitung des ehemaligen Generalsekretärs der Vereinten Nationen, Kofi A. Annan. Seit 2012 ist er auch Mitglied des Beirats im Londoner „Crisis Response Journals“ und seit 2020 des „Internal Security Journal“ der Polizeiausbildung in Szczyton. Im Rahmen von EU-Projekten befasst sich Hirschmugl mit Bereichen des Zivil- und Katastrophenschutzes in der Europäischen Union.

## Auszeichnungen
- 2008: Großen Ehrenzeichen für Verdienste um die Republik Österreich
- 2013: Goldenes Ehrenzeichen des Landes Steiermark
- Goldenes Verdienstkreuz des Ordens vom Hl. Georg
- Offizierskreuz der Offiziersgesellschaft Steiermark
- 2014: Silvesterorden (Commendator Ordinis Sancti Silvestri Papae) ausgezeichnet.[1]
- 2017: Berufstitel Professor als Erwachsenenbildner
- 2021: Komturkreuz der Offiziersgesellschaft Steiermark

## Schriften
- Einsatzrecht für friedensunterstützende-, humanitäre- und Katastropheneinsätze. 2006, ISBN 3-901183-52-3.